# Aéroport de Budapest-Mátyásföld
L’aéroport de Mátyásföld (hongrois : Mátyásföldi repülőtér) est le tout premier aéroport construit à Budapest en Hongrie. Il se situe dans le 16e arrondissement et n'est de nos jours utilisé que par un petit club d'amateurs d'avions miniatures. Une partie de l'aéroport a d'ailleurs été détruit.

## Histoire
L'aéroport a été construit en 1916 à 9,3 kilomètres de la Gare de l'Est. L'Usine Générale Hongroise de Machines (MÁG) y a emménagé et y a produit des avions. Le 4 juillet 1918 a décollé le premier avion de la liaison Budapest-Vienne. À la suite du traité du Trianon en 1920, tout le stock de l'usine a été anéanti. 
L'aéroport en lui-même a continué de fonctionner. Dans les années 1920, des liaisons régulières nationales avec Kaposvár, Nyíregyháza, Pécs, Debrecen mais également internationales grâce aux compagnies Franco-Roumain (CIDNA) et Lufthansa ont été mises en place. À partir de 1931, une compagnie italienne et autrichienne ont aussi assuré une liaison avec Budapest-Mátyásföld. À cette époque, cet aéroport était un des bastions de l'aviation en Europe de l'Est, puisqu'au total huit grandes compagnies y faisaient escale. Cependant, malgré le nombre croissant de voyageurs, les installations de l'aéroport n'ont jamais été rénovées. Un journal écrivait d'ailleurs en 1931 : "Celui qui arrive à Mátyásföld n'a pas vraiment l'impression d'arriver dans une capitale. Les quelques tristes baraquements ne donnent pas l'image de l'aéroport d'une ville mondiale. Quelques années plus tard, en 1937, c'est à Budaörs que les avions civils et sportifs ont été transportés. 
Après la Seconde Guerre mondiale, c'est l'armée soviétique qui a pris le contrôle de l'aéroport jusqu'à la chute du communisme en 1990.
De nos jours, aucun avion important ne peut se poser à Mátyásföld. D'abord parce qu'il se trouve près de la zone aérienne de l'aéroport international Ferenc Liszt, ensuite parce que le terrain est mal entretenu. Un petit club d'amateurs d'avions miniatures fait fonctionner la partie restante de l'aéroport.

## Situation
| \| 50 km1:5 636 000 \| Fertőszentmiklós Győr-Pér Siófok-Kiliti Szeged Hévíz-Balaton Budapest-Ferenc Liszt Debrecen Pécs-Pogány Kecskemét |
| 50 km1:5 636 000 |